# Az olvasás idegtudományi háttere Down-szindrómásoknál
A nyelvi területeket érintő idegrendszeri elváltozások a Down-szindrómások számára az olvasás elsajátítását is megnehezítik, de vizuális memóriájukkal valamelyest kompenzálni tudják a verbális emlékezet gyengébb teljesítményét. Mivel az olvasottakat hatékonyabban dolgozzák fel, mint a hangzó közléseket, a Down-szindrómások többsége számára az olvasás az információszerzés fontos csatornája lehet.

## Agyi elváltozások
Korábban post mortem vizsgálták, ma az agyi képalkotóeljárások segítségével tárják fel azokat az idegrendszeri különbségeket, amelyek a Down-szindrómásoknál gyakrabban fordulnak elő. Számos eltérés a nyelvi működésben (is) érintett területeken jelentkezik – jobbkezeseknél a bal agyféltekében -, amelyek aztán az olvasásban is szerepet játszanak. Down-szindrómában a frontális lebeny térfogata általában kisebb, és elváltozások figyelhetők meg az inferior frontális kéregben, aminek a szemantikai feldolgozás mellett a fonológiai tudatosságban és fonológiai megnevezésben van jelentős szerepe. Eltéréseket figyeltek meg a temporális lebenyben, és kisebb a hallási és beszédinformáció feldolgozásában érintett planum temporale is. A fonológiai feladatoknál aktív szuperior temporális tekervény térfogatának csökkenését figyelték meg a Down-szindrómások mintegy 35%-ánál. A Sylvius árok körüli területek a hallási és vizuális feldolgozásban is aktívak, itt találhatóak az olvasott szavak fonológiai feldolgozásáért felelős területek, többek között az álszóolvasás vagy a rímek felismerése során aktív területek. A Sylvius árok Down-szindrómánál rendellenesen kiszélesedhet, ez a környéki területekben is elváltozásokat okozhat.
Gyakorlati szempontból is jelentősége lehet annak, hogy a Down-szindrómában a látásért elsősorban felelős okcipitális kéreg szürkeállománya megtartott: ez indokolhatja, hogy verbális közlések helyett téri és vizuális csatornákon közvetíthető információkkal lehet őket segíteni. A fejlesztés idejének megválasztása szempontjából pedig az lehet fontos körülmény, hogy Down-szindrómánál az agyi elváltozások hatásai a korral általában súlyosbodnak: jóllehet már a magzati lét 22. hetétől figyelhetőek meg apróbb különbségek, újszülött korban még gyakorlatilag nincs eltérés. 3-5 hónapos korra jelentkeznek a lassabb mielinizáció jelei és fokozatosan, egyre nagyobb mértékben mutatkozik meg a többi elváltozás.
Fontos figyelembe venni azt is, hogy a fenti eltérések nem figyelhetőek meg minden Down-szindrómásnál, csupán előfordulásuk valószínűsége nagyobb. Ráadásul az olvasásban érintett területek nem elszigetelten, hanem hálózatba szerveződve működnek együtt, a kisgyermekkorban sokáig megtartott agyi plaszticitás pedig az atipikus fejlődés számos formájánál jelent kompenzációs lehetőséget, feltehetően a Down-szindrómánál is.

## Memória és olvasás
Az agyi elváltozásokkal kapcsolatos eredmények egybecsengenek a korábban megfigyelt funkcionális eltérésekkel. A Down-szindróma többnyire 20-80 közötti (átlag 50) IQ-val és egyenetlen, más eredetű értelmi fogyatékosságoktól eltérő jellegű kognitív profillal jár. Erre a sajátos kognitív profilra jellemző, hogy a téri-vizuális képességek jobbak, mint a verbálisak, ami az emlékezeti működésben is megmutatkozik: a verbális rövidtávú memória (RTM) gyengébb, míg a téri-vizuális RTM működése viszonylag jó Ennek az olvasással kapcsolatban is fontos következményei lehetnek.
A verbális RTM teljesítménye – tipikus fejlődéshez hasonlóan - Down-szindrómásoknál is összefüggést mutat a fonológiai tudatossággal és az olvasási teljesítménnyel, ugyanakkor jobban olvasnak, mint ahogy a RTM teszteken mutatott teljesítményük alapján várható lenne. Ennek feltehetően az az oka, hogy az olvasás során a rövid távú vizuális emlékezettel kompenzálják a gyengébb fonológiai memória okozta hátrányokat: A mentális korban illesztett, más eredetű értelmi fogyatékossággal élőkkel szemben a Down-szindrómások szófelismerése a vizuális feldolgozással is korrelál.

## Különbségek a hallott és az olvasott információ feldolgozásában
Az írott és a hallott szövegek megértését ellenőrző feladatokban mutatott különbség Down-szindrómásoknál jóval nagyobb, mint a tipikus fejlődésű populációban (Roch és mtsai., 2012) és számos vizsgálat utal arra, hogy az olvasás különösen fontos lehet számukra: a vizuálisan bemutatott információra jobban emlékeznek, mint a szóban hallottra (Jarrold és mtsai., 2000), sőt az olvasott szöveget is jobban értik, mint a hallottat. A szókincstanulásban a Down-szindrómás iskolások épp annyira támaszkodnak a szavak leírt formájára, mint az olvasási szintben illesztett tipikusan fejlődő gyerekek, tizenéveseknél pedig jobban fejlődik a nyelvtani produkció és megértés, ha a tanításnál írott anyagokat is használnak, mint ha csak képeket és szóbeli közléseket.